# Tim Davies (Künstler, 1959)

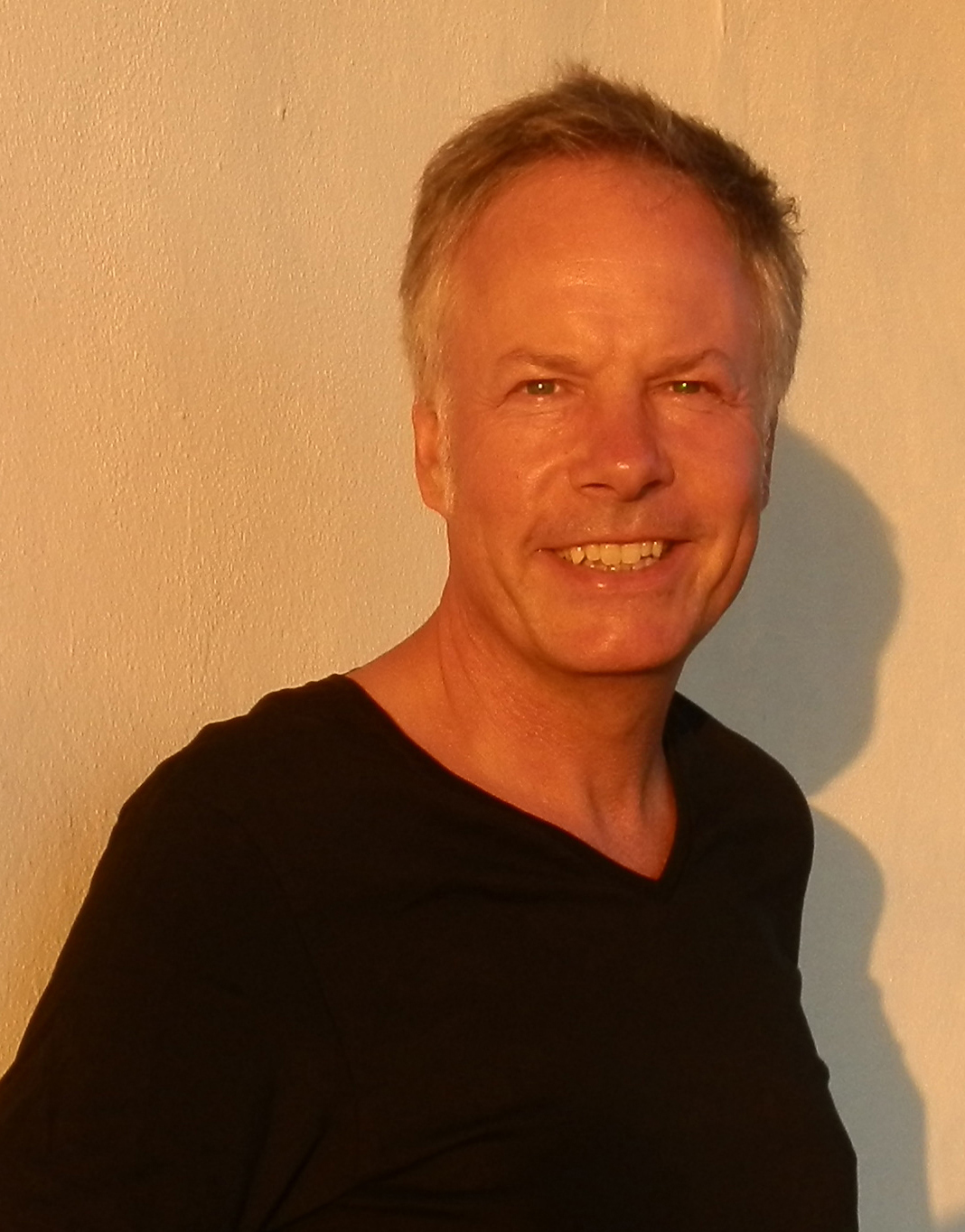
Tim Davies (2013)

Tim Davies (* 1959 in Derbyshire, aufgewachsen in Wales) ist ein britischer Pop-Art Künstler, der gegenwärtig in Hannover lebt. Er ist bekannt für farbenfrohe Zeichnungen, die fast immer Menschen enthalten und sich häufig mit Tanz oder Musik beschäftigen. Er schuf Cover für CDs von Musikern wie Al Di Meola, Robert Plant, The Jinxs und Pink Floyd.

## Leben
Davies schloss 1983 sein Kunststudium an der Camberwell School of Art, London, ab (Bachelor in Kunstgrafik, Master im Fach Kunstdruck). An der Central St Martin's School of Art in London studierte er von 1983 bis 1985 bei Norman Ackroyd.
Im Jahr 1991 hatte er eine erste Solo-Ausstellung in London. Er schuf auch Wandgemälde für Restaurants, Bars und Clubs und arbeitete an Werbe- und Trickfilmen mit. An der Ausstellung England's Dreaming in Tokio im Jahr 1995 nahm er zusammen mit anderen Künstlern teil.
Weitere Einzelausstellungen waren 1997 in Zug sowie weiteren Ausstellungen in der Schweiz bis 2000. In 2001 und 2002 gab es Ausstellungen in Hamburg, 2003 in Hannover (üstra Look Tim Davies). 2007 schuf er ein Wandgemälde für das London Transport Museum.
Für die Firma Ritzenhoff entwirft er seit 2000 Designs für Alltagsgegenstände aus Porzellan oder Glas. Für verschiedene Musiker und Musikgruppen gestaltete er CD-Cover.
An der Veranstaltung Mauerfall 2009 beteiligte er sich mit einem Dominostein. 2012 präsentierte er zwei Roboter-Figuren auf einem Originalstück der Berliner Mauer in der Nähe des Checkpoint Charlie.
Seit 2009 zeigt AIDA Cruises seine Bilder in den Bord-Galerien. Im Jahr 2012 zeichnete er an Bord des AIDA Schiffs AIDAsol ein Werk, das anschließend für wohltätige Zwecke versteigert wurde.

## Galerie

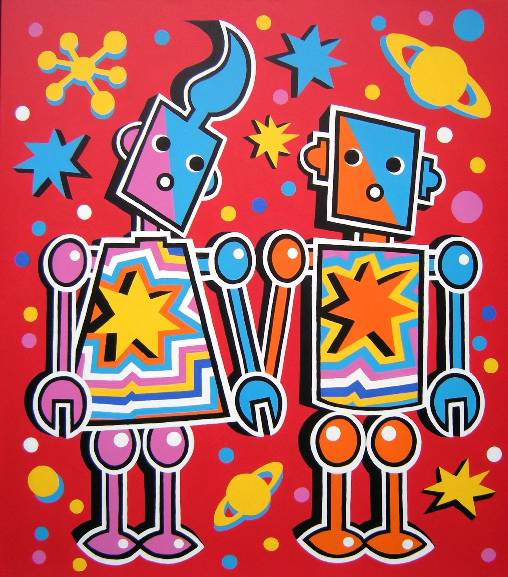
Space Robot Lovers (Scarlet version), 2012
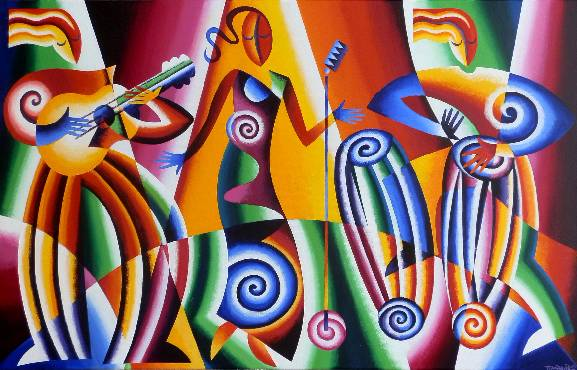
Summer Vibes, 2012
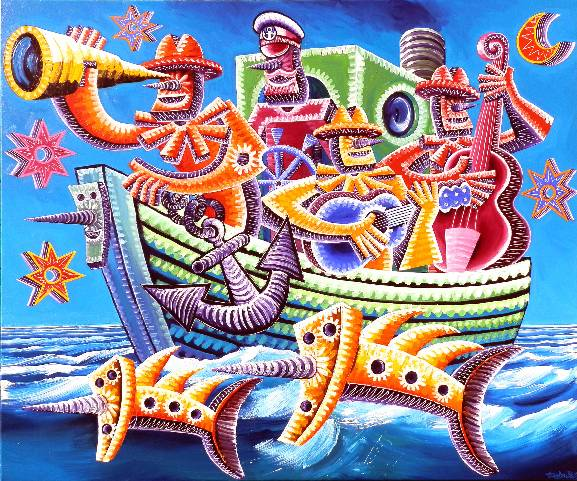
Trip To Formentera, 2013
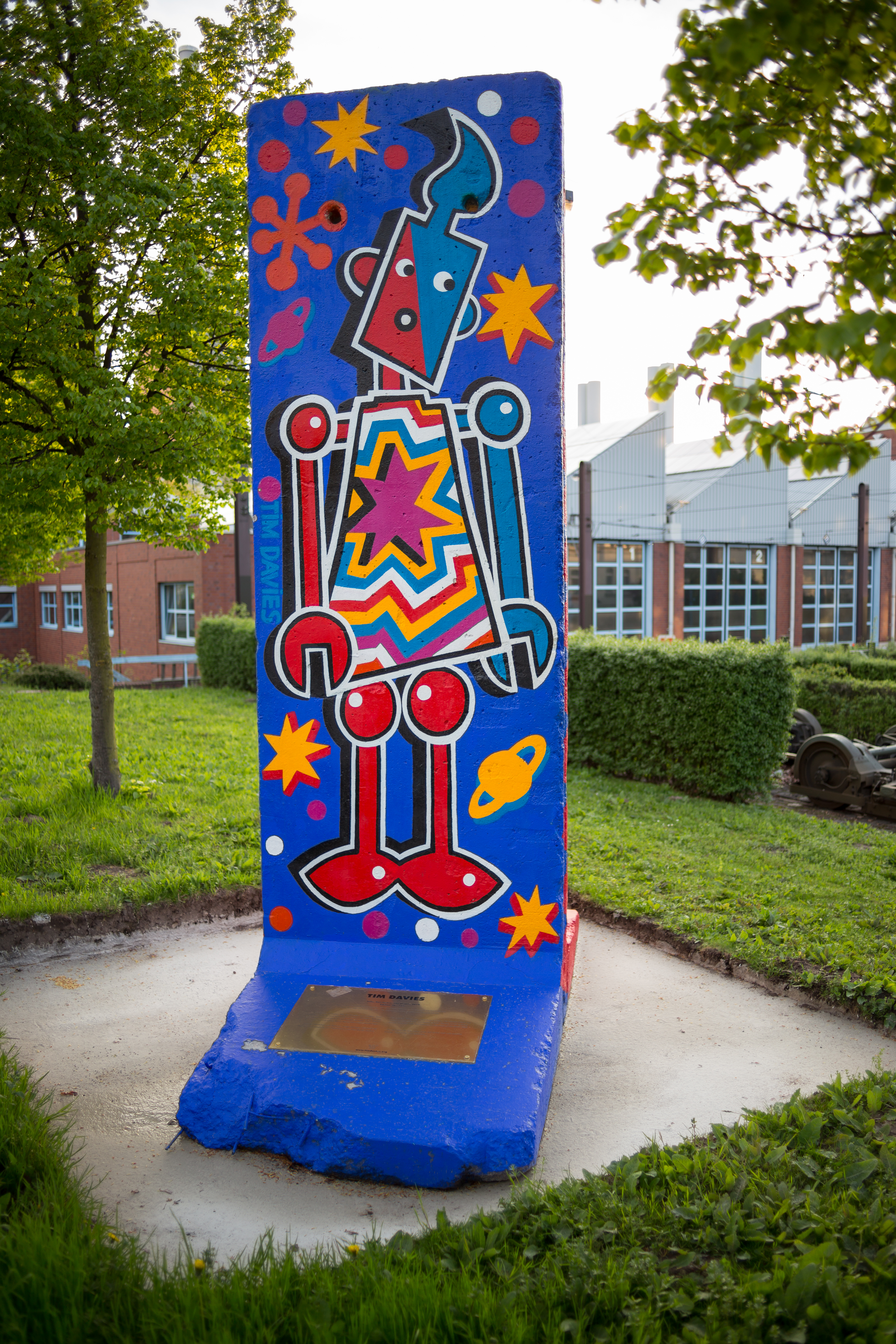
Mit Robotern bemaltes Stück der Berliner Mauer, aufgestellt auf dem Betriebshof Glocksee der Üstra in Hannover (Lage)